# جورج دونينغ
جورج دونينغ هو رسام توضيحي ورسام رسوم متحركة ومخرج كندي، ولد في 17 نوفمبر 1920 في تورونتو في كندا، وتوفي في 15 فبراير 1979 في لندن في المملكة المتحدة.

## وصلات خارجية
- جورج دونينغ على موقع IMDb (الإنجليزية)
- جورج دونينغ على موقع الموسوعة البريطانية (الإنجليزية)
- جورج دونينغ على موقع ألو سيني (الفرنسية)
- جورج دونينغ على موقع أول موفي (الإنجليزية)
- جورج دونينغ على موقع قاعدة بيانات الأفلام السويدية (السويدية)
- جورج دونينغ على موقع قاعدة بيانات الفيلم (الإنجليزية)
- جورج دونينغ على موقع كينوبويسك (الروسية)